# Michael Alldredge
Michael Alldredge est un acteur américain,  né le 13 avril 1941 à Bakersfield et mort le 19 décembre 1997 à Los Angeles.

## Filmographie

### Cinéma
- 1977 : Ruby
- 1977 : Le Monstre qui vient de l'espace (The Incredible Melting Man) : Sheriff Blake
- 1978 : Qian li dan qi zhui xiong
- 1981 : L'Emprise (The Entity) : George Nash
- 1982 : L'Usure du temps (Shoot the Moon) : Officer Knudson
- 1983 : L'Arnaque 2 (The Sting II) : Big Ohio
- 1983 : Scarface : Sheffield
- 1986 : Aigle de fer (Iron Eagle) : Col. Blackburn
- 1986 : À propos d'hier soir... d'Edward Zwick : Mother Malone
- 1988 : Johnny Be Good : Vinny Kroll
- 1988 : Ghost Town : Bubba
- 1990 : Les Gladiateurs de l'Apocalypse (Robot Jox) : Tex Conway
- 1990 : Un ange... ou presque (Almost an Angel) : Det. Sgt. Freebody
- 1991 : La Prise de Beverly Hills (The Taking of Beverly Hills) : Dispatch Sergeant

### Télévision
- 1977 : Opération charme (Operation Petticoat) (TV) : Supply CPO
- 1977 : Sunshine Christmas (TV) : Ray Griff
- 1978 : The Two-Five (TV) : 1st Two-Five Officer
- 1978 : Just Me and You (TV) : Max
- 1978 : The Bastard (TV) : British Sergeant
- 1978 : Long Journey Back (TV) : David Lewis
- 1979 : Racines 2 (Roots: The Next Generations) (feuilleton TV) : M. Davidson
- 1980 : Shérif, fais-moi peur (série TV) : "Le bon choix" (Saison 2 - Episode 11) : Wheeler
- 1980 : Patrouille de nuit à Los Angeles (Nightside) (TV) : Tellinger
- 1981 : Thornwell (TV) : Beecham
- 1982 : The Gift of Life (TV) : Carl
- 1983 : Another Woman's Child (TV) : Robert Martin
- 1983 : V (TV) : Bill Graham
- 1983 : Condamnation sans appel (I Want to Live) (TV) : M. Cooley
- 1984 : Shérif, fais-moi peur (série TV) : "La rançon" (Saison 6 - Episode 20) : Coogan
- 1985 : The Atlanta Child Murders (feuilleton TV) : Bobby Tolin
- 1985 : Hostage Flight (TV) : Bradigan
- 1986 : Promise (en) (TV) : Gibb
- 1987 : The Last Fling (TV) : Larry Fields
- 1988 : Almost Grown (série TV) : Frank Foley
- 1989 : Night Walk (TV) : Brody
- 1990 : Columbo (Columbo: Rest in Peace, Mrs. Columbo) : Connolly (saison 9, épisode 4)
- 1995 : Le Sang du frère (My Brother's Keeper) (TV) : Karbs
- 1996 : Mary et Tim (en) (Mary & Tim) (TV) : Steve Michaels